# Aráxio
Aráxio (em latim: Araxius) foi um oficial romano do século IV, ativo durante o reinado do imperador Constâncio II (r. 337–361).

## Vida
Aráxio era pai de Veciana, que casar-se-ia com Agilão. Antes de 353, serviu como governador da Palestina. Em 353/354, foi vigário. A província não é citada em fontes, mas como Libânio escreveu-lhe de Constantinopla, deve ter assumiu essa posição em alguma diocese vizinha. Os autores da PIRT sugerem a Ásia, pois Juliano, enquanto viajava em nome de seus amigos em 351-4, resolveu algumas questões na região: a primeira na Jônia, a segunda envolvendo Aráxio e a terceira na Frígia. Segundo uma lei de 9/10 de maio de 356, Aráxio serviu como procônsul de Constantinopla; ele é citado em quatro epístolas e Libânio datadas de 356 ou 356/7, uma delas congratulando-o por sua promoção. Em 365/366, foi prefeito pretoriano do Oriente sob o usurpador Procópio, mas após a queda do último foi exilado. Pouco depois seria perdoado.